# Joan Franks-Williams
Joan Franks-Williams (Brooklyn, New York, 1 april 1930 – Seattle, 30 januari 2003) was een Amerikaans-Israëlische componiste en dirigent.

## Levensloop
Franks-Williams studeerde aan de befaamde Eastman School of Music in Rochester, New York, waar zij haar Bachelor of Music behaalde. Later studeerde zij aan de Manhattan School of Music in New York waar zij haar Master of Music behaalde. Zij was onder andere leerling van Ralph Shapey en Stefan Wolpe. 
In 1962 ging zij naar Seattle en was zij werkzaam als freelance-componiste en dirigent. Zij stichtte de non-profitorganisatie New Dimensions in Music, die vooral de concerten met nieuwe muziek promoot. 
Zij emigreerde in 1970 naar Israël en werd werkzaam in de muziekafdeling van de Israel Broadcasting Authority (Kol Israel). 
Haar werken als componiste werden uitgevoerd door het Israel Philharmonic Orchestra en het Israel Chamber Orchestra. In 1980 werd haar Humpty Dumpty sat on a waltz tijdens de Herfst van Warschou en in 1981 tijdens de World Music Days van de ISCM in België uitgevoerd. Haar Frogs werd uitgevoerd met het Brooklyn Philharmonia Orchestra onder leiding van Lukas Foss. 
In 1988 ging zij weer terug naar de Verenigde Staten en woonde in Seattle. Zij overleed na een langdurige ziekte in januari 2003.

## Composities

### Werken voor orkest
- 1974 Frogs, voor vrouwenstem, strijkers, piano - tekst: van de componist
- Continuum, voor kamerorkest, gemengd koor en dansers
- Humpty dumpty sat on a waltz

### Werken voor harmonieorkest
- Gulliver's Travels, voor spreker, harp, celesta en harmonieorkest
- Gulliver & Lilliput

### Kamermuziek
- 1977 In the Fashion, voor solozang en piano - tekst: William Carlos Williams (poème), Joan Franks-Williams en Robert Ashley
- For Henry Moore's Elephant Skull Etchings, voor zangers en instrumentaal-ensemble

### Werken voor piano
- 1962 Composition for piano

## Publicaties
- H. Wiley Hitchcock, Henry Leland Clarke, Irving Lowens, John Vinton, Wolf-Eberhard von Lewinski, Halsey Stevens: Current Chronicle, in: The Musical Quarterly, Vol. 51, No. 3 (Jul., 1965), pp. 530-560
- Henry Leland Clarke, Irving Lowens, Donald C. Johns, Everett Helm: Current Chronicle, in: The Musical Quarterly, Vol. 53, No. 3 (Jul., 1967), pp. 397-415

- International Standard Name Identifier: 0000 0000 2708 8963
- Library of Congress Control Number: n86860779
- MusicBrainz: 0f0ecf5f-7391-4ef8-921a-3b1afc301a0d
- Nationale Bibliotheek van Israël: 987007270063505171
- SNAC: w6001s9r
- Virtual International Authority File: 50728993
- WorldCat: E39PBJm9fgwF3mWmDKqTGhXrv3